# Williams FW42
Der Williams FW42 ist der Formel-1-Rennwagen von Williams für die Formel-1-Weltmeisterschaft 2019. Erste Bilder des Wagens wurden am 15. Februar 2019 veröffentlicht, das Fahrzeug selbst trat am 20. Februar 2019 im Rahmen der Vorsaisontests auf dem Circuit de Barcelona-Catalunya erstmals in Erscheinung.
Die Bezeichnung des Wagens setzt sich aus den Initialen des Teamgründers Frank Williams und einer fortlaufenden Zahl zusammen.

## Technik und Entwicklung
Wie alle Formel-1-Fahrzeuge des Jahres 2019 ist der FW42 ein hinterradangetriebener Monoposto mit einem Monocoque aus kohlenstofffaserverstärktem Kunststoff (CFK). Außer dem Monocoque bestehen viele weitere Teile des Fahrzeugs, darunter die Karosserieteile und das Lenkrad aus CFK. Auch die Bremsscheiben sind aus einem hitzebeständigen kohlenstofffaserverstärktem Verbundmaterial.
Der FW42 ist das Nachfolgemodell des FW41. Da das technische Reglement zur Saison 2019 weitgehend stabil blieb, ist das Fahrzeug größtenteils eine Weiterentwicklung des Vorgängermodells.
Angetrieben wird der FW42 von einem in der Fahrzeugmitte eingebauten 1,6-Liter-V6-Motor von Mercedes mit einem Turbolader sowie einem 120 kW starken Elektromotor, es ist also ein Hybridelektrokraftfahrzeug. Das sequentielle Getriebe des Wagens hat acht Gänge. Der Gangwechsel wird über Schaltwippen am Lenkrad ausgelöst. Das Fahrzeug hat nur zwei Pedale, ein Gaspedal (rechts) und ein Bremspedal (links). Genau wie viele andere Funktionen wird die Kupplung, die nur beim Anfahren aus dem Stand verwendet wird, über einen Hebel am Lenkrad bedient.
Die Gesamtbreite des Fahrzeugs beträgt 2000 mm, die Breite zwischen Vorder- und Hinterachse 1600 mm, die Höhe 950 mm. Der Frontflügel ist 2000 mm breit, der Heckflügel 1050 mm breit und 820 mm hoch. Der Diffusor hat eine Gesamthöhe von 175 mm sowie eine Breite von 1050 mm. Der Wagen ist mit 305 mm breiten Vorderreifen und mit 405 mm breiten Hinterreifen des Einheitslieferanten Pirelli auf 13-Zoll-Rädern ausgestattet.
Der FW42 hat wie alle Formel-1-Fahrzeuge seit 2011 ein Drag Reduction System (DRS), das durch Flachstellen eines Teils des Heckflügels den Luftwiderstand des Fahrzeugs auf den Geraden verringert, wenn es eingesetzt werden darf. Auch das DRS wird mit einem Schalter am Lenkrad des Wagens aktiviert.
Zum zusätzlichen Schutz für den Kopf des Fahrers ist der FW42 mit dem Halo-System ausgestattet.
Der FW42 wurde als letztes Fahrzeug der Formel-1-Weltmeisterschaft 2019 fertiggestellt. Das Team verpasste daher die ersten beiden der insgesamt acht Tage der offiziellen Vorsaison-Testfahrten.

## Lackierung und Sponsoring
Der FW42 ist überwiegend in Weiß und Eisblau lackiert.
Es werben Acronis, Pirelli, PKN Orlen, das Telekommunikationsunternehmen ROKiT, Sofina Foods und Unilever (mit der Marke Rexona) auf dem Fahrzeug.

## Fahrer
Williams tritt in der Saison 2019 mit den Fahrern Robert Kubica und George Russell an. Kubica war 2018 Testfahrer bei Williams und kehrt nach einem schweren Rallye-Unfall 2011 als Stammfahrer in die Formel-1-Weltmeisterschaft zurück, Russell gibt sein Formel-1-Debüt. Die bisherigen Stammpiloten Lance Stroll und Sergei Sirotkin verließen das Team: Stroll wechselte zu Racing Point, Sirotkin fährt nicht mehr in der Formel 1.

## Ergebnisse
| Fahrer                          | Nr.                             | 1  | 2  | 3  | 4  | 5  | 6  | 7  | 8  | 9  | 10 | 11 | 12 | 13 | 14 | 15  | 16  | 17 | 18 | 19  | 20 | 21 | Punkte | Rang |
| ------------------------------- | ------------------------------- | -- | -- | -- | -- | -- | -- | -- | -- | -- | -- | -- | -- | -- | -- | --- | --- | -- | -- | --- | -- | -- | ------ | ---- |
| Formel-1-Weltmeisterschaft 2019 | Formel-1-Weltmeisterschaft 2019 |    |    |    |    |    |    |    |    |    |    |    |    |    |    |     |     |    |    |     |    |    | 1      | 10.  |
| G. Russell                      | 63                              | 16 | 15 | 16 | 15 | 17 | 15 | 16 | 19 | 18 | 14 | 11 | 16 | 15 | 14 | DNF | DNF | 16 | 16 | 17  | 12 | 17 | 1      | 10.  |
| R. Kubica                       | 88                              | 17 | 16 | 17 | 16 | 18 | 18 | 18 | 18 | 20 | 16 | 10 | 19 | 17 | 17 | 16  | DNF | 17 | 18 | DNF | 16 | 19 | 1      | 10.  |

| Legende  | Legende            | Legende                                                          |
| Farbe    | Abkürzung          | Bedeutung                                                        |
| -------- | ------------------ | ---------------------------------------------------------------- |
| Gold     | –                  | Sieg                                                             |
| Silber   | –                  | 2. Platz                                                         |
| Bronze   | –                  | 3. Platz                                                         |
| Grün     | –                  | Platzierung in den Punkten                                       |
| Blau     | –                  | Klassifiziert außerhalb der Punkteränge                          |
| Violett  | DNF                | Rennen nicht beendet (did not finish)                            |
| Violett  | NC                 | nicht klassifiziert (not classified)                             |
| Rot      | DNQ                | nicht qualifiziert (did not qualify)                             |
| Rot      | DNPQ               | in Vorqualifikation gescheitert (did not pre-qualify)            |
| Schwarz  | DSQ                | disqualifiziert (disqualified)                                   |
| Weiß     | DNS                | nicht am Start (did not start)                                   |
| Weiß     | WD                 | zurückgezogen (withdrawn)                                        |
| Hellblau | PO                 | nur am Training teilgenommen (practiced only)                    |
| Hellblau | TD                 | Freitags-Testfahrer (test driver)                                |
| ohne     | DNP                | nicht am Training teilgenommen (did not practice)                |
| ohne     | INJ                | verletzt oder krank (injured)                                    |
| ohne     | EX                 | ausgeschlossen (excluded)                                        |
| ohne     | DNA                | nicht erschienen (did not arrive)                                |
| ohne     | C                  | Rennen abgesagt (cancelled)                                      |
| ohne     | keine WM-Teilnahme |                                                                  |
| sonstige | P/fett             | Pole-Position                                                    |
| sonstige | 1/2/3/4/5/6/7/8    | Punktplatzierung im Sprint-/Qualifikationsrennen                 |
| sonstige | SR/kursiv          | Schnellste Rennrunde                                             |
| sonstige | *                  | nicht im Ziel, aufgrund der zurückgelegten Distanz aber gewertet |
| sonstige | ()                 | Streichresultate                                                 |
| sonstige | unterstrichen      | Führender in der Gesamtwertung                                   |